# Хар'юський район

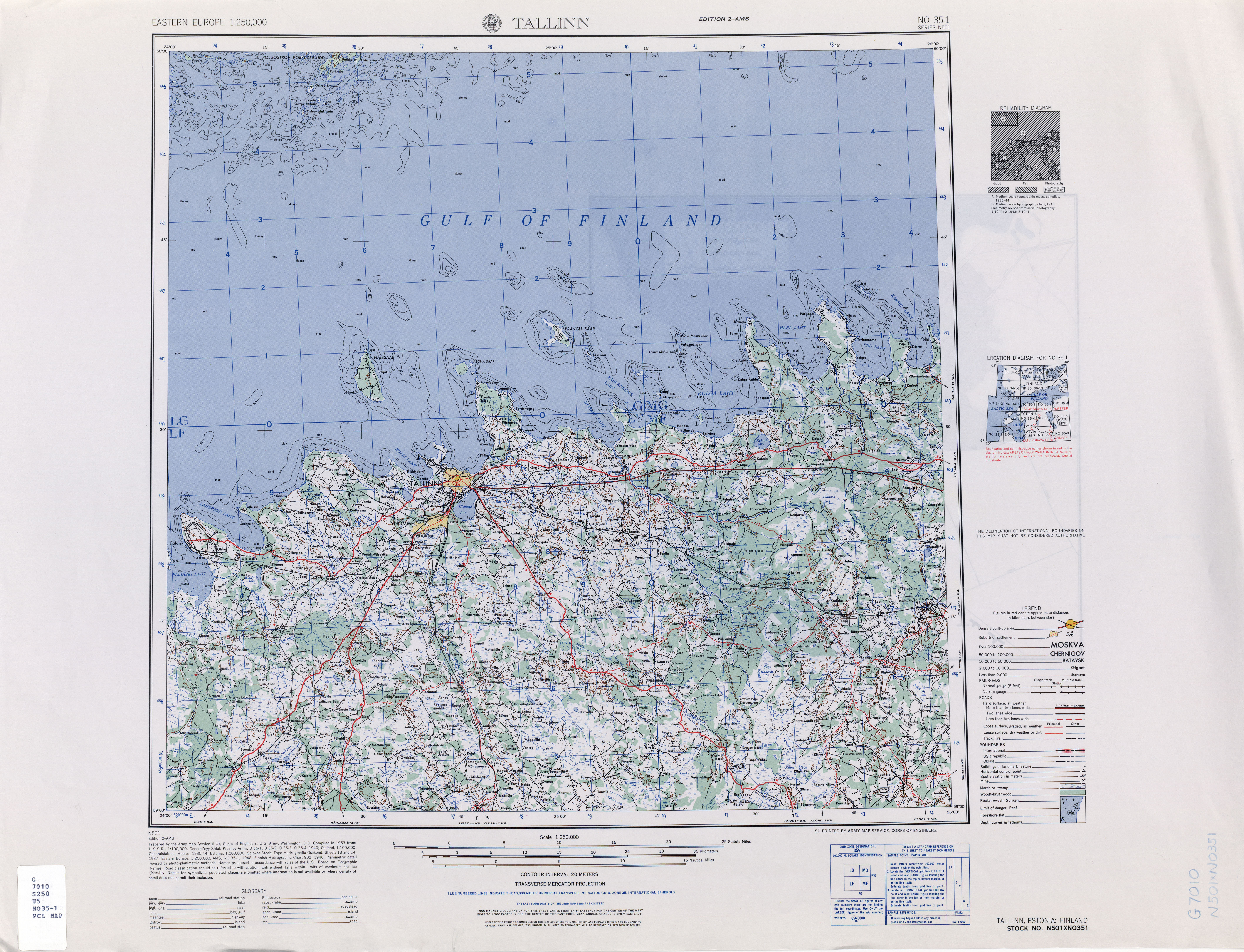
Карта району 1954 року

Хар'юський район — адміністративно-територіальна одиниця в складі  Естонської РСР, що існувала в 1950—1991 роках. Центр — Таллінн (не входив до складу району). Населення за переписом 1959 року становило 41,7 тис. чол. Площа району в 1955 році становила 1184,8 км².

## Історія
Хар'юський район був утворений в 1950 році, коли повітовий поділ в Естонській РСР був замінено районним. У 1952 році район був включений до складу Талліннської області, але вже в квітні 1953 року в результаті скасування областей в Естонській РСР район був повернутий в республіканське підпорядкування.
У 1991 році Хар'юський район був перетворений в повіт Хар'юмаа.

## Адміністративний поділ
У 1955 році район включав 1 робітниче селище (Маарду) і 10 сільрад: Вайдаське, Віймсіське (центр — Мійдураїна), Їеляхтмеське, Куртнаське (центр — Кійса), Лагедіське (центр — Коплі), Набалаське (центр — Наба — Мийса), Прангліське (центр — Ідаотса), Раасікуське, Сауеське, Харкуське (центр — Хюйру).